# 49 (드라마)
《49》(FORTY NINE)은 2013년 10월 5일부터 12월 28일까지 닛폰 TV 계열에서 매주 토요일 24:50 ~ 25:20(JST)에 방송된 일본의 텔레비전 드라마이다. 주연은 사토 쇼리이다.
캐치프레이즈는, 〈나이면서, 내가 아니야!? 한 소년이 일으키는 49일간 한정의 청춘 학원 스토리〉.

## 캐스트

### 카가미가(家)
카가미 단 (16) - 사토 쇼리 (Sexy Zone)
어두운 성격으로 폐쇄적인 성향을 가진 고교 1학년. 운동이나 공부는 못한다.
카가미 아이코 - 콘노 마히루
단·유코의 어머니.
카가미 유코 - 노무라 마스미
단의 누나.
카가미 모토이
단·유코의 아버지. 히카리 은행 지점장.

### 세이류 고교

#### 1학년 B반
이노우에 사토시 - 진구지 유타 (쟈니즈 Jr.)
단의 친구. 사진을 찍는 것이 취미.
타카미 사치 - 야마모토 마이카

#### 바스켓볼부
바스켓볼부는 폐지가 결정되어 있다.
야시로 켄타 - 야스이 켄타로 (쟈니즈 Jr.)
캡틴.
모치다 준 - 모리타 뮤토 (쟈니즈 Jr.)

마스야마 카이토 - 시메카케 류야 (쟈니즈 Jr.)

히로이 사토시 - 타카하시 후 (쟈니즈 Jr.)

타지마 유키 - 아베 아란 (쟈니즈 Jr.)

#### 테니스부
사와무라 쇼고 - 테라니시 타쿠토 (쟈니즈 Jr.)
캡틴. 마나에게 호의를 가진다.
미나즈키 마나 - 니시노 나나세 (노기자카46)
학원의 마돈나.

### 그 외
키류 테츠야 - 캰 유타카 (골든 봄버)
호스트 클럽에서 일하는 유코의 남자친구.
쿠와하타 소노코 - 후카가와 마이 (노기자카46)
유코의 대학 친구.
타카미 하루키 - 사카이 토시야
사치의 아버지. 모토이의 초등학교 시절부터의 친구.
요다 케이코 - 이쿠이나 아키코
듀얼 뮤직 재팬 사장.
후시미 - 하니우다 아무 (쟈니즈 Jr.)

## 스태프
- 각본 - 노지마 신지
- 음악 - 마키도 타로
- 감독 - 오오츠카 쿄지, 타키모토 켄고, 니시무라 료, 아카시 히로토
- 주제가 - Sexy Zone 〈A MY GIRL FRIEND〉 (PONY CANYON)
- 삽입곡 - 치킨바스켓츠 〈나의 규칙〉 (PONY CANYON)
- 음악 협력 - Cash Cash 〈Take Me Home feat. Bebe Rexha〉 (WARNER MUSIC JAPAN)
- 제작 - 모리자네 하루카즈
- 프로듀서 - 우에노 히로유키, 와타나베 코지
- 기획 제작 - 닛폰 TV
- 기획 협력 - 쟈니즈 사무소
- 제작 프로덕션 - 닛테레 악스온
- 제작 협력 - 슈퍼비전
- 제작 저작 - D.N.드림 파트너즈, vap

## 방송 일자
| 방송회 | 방송일    | 감독                      |
| ------ | --------- | ------------------------- |
| #1     | 10월 5일  | 오오츠카 쿄지             |
| #2     | 10월 12일 | 오오츠카 쿄지             |
| #3     | 10월 19일 | 타키모토 켄고             |
| #4     | 10월 26일 | 니시무라 료               |
| #5     | 11월 2일  | 니시무라 료               |
| #6     | 11월 9일  | 타키모토 켄고             |
| #7     | 11월 16일 | 타키모토 켄고             |
| #8     | 11월 23일 | 아카시 히로토             |
| #9     | 11월 30일 | 아카시 히로토             |
| #10    | 12월 7일  | 타키모토 켄고             |
| #11    | 12월 28일 | 오오츠카 쿄지 니시무라 료 |

- #2는 30분 지연 (1:20 ~ 1:50).
- #6 ~ 9는 9분 지연 (0:59 ~ 1:29).
- #10은 39분 지연 (1:29 ~ 1:59).
- 2013년 12월 14·21일은 《TOYOTA presents FIFA 클럽 월드컵 2013》 중계 때문에, 휴지.
- #11(최종화)은 25분 지연·30분 확대 (1:15 ~ 2:15).